# Erziehungsurlaub
Die Bezeichnung Erziehungsurlaub bezeichnete in Deutschland eine Arbeitsfreistellung zur Betreuung und Erziehung von Kindern; diese Bezeichnung Erziehungsurlaub wurde zum 1. Januar 2001 durch die Bezeichnung Elternzeit ersetzt.
Für Arbeitnehmer war der Erziehungsurlaub, und zunächst auch die Elternzeit, im Bundeserziehungsgeldgesetz geregelt. In Bezug auf seit dem 1. Januar 2007 erfolgte Geburten oder Adoptionen gilt stattdessen das Bundeselterngeld- und Elternzeitgesetz.
Für Bundesbeamte war der Erziehungsurlaub in der Erziehungsurlaubsverordnung geregelt, die entsprechend den Anforderungen des öffentlichen Dienstes gegenüber Bundeserziehungsgeldgesetz leicht modifiziert war. Auch diese Verordnung wurde später ersetzt; seit 14. Februar 2009 gilt für Beamte die Mutterschutz- und Elternzeitverordnung.
Nach dem Bundeserziehungsgeldgesetz hatten Eltern Anspruch auf Erziehungsurlaub bis zur Vollendung des dritten Lebensjahres des Kindes. Der Erziehungsurlaub konnte von einem der beiden Elternteile in Anspruch genommen werden oder auch unter den Eltern aufgeteilt werden.
Seit Änderung des Erziehungsgeldgesetzes zum 1. Januar 2001 konnte die dann „Elternzeit“ genannte Freistellung auch von beiden Elternteilen gemeinsam genommen werden; bis dahin war lediglich eine Abwechselung der Eltern möglich. Zudem sollte durch die Begriffsänderung von „Erziehungsurlaub“ zu „Elternzeit“ insbesondere eine Abwertung der Erziehungsarbeit vermieden werden.
In Europa wird unabhängig von der in Deutschland erfolgten Begriffsänderung teils auch die Bezeichnung Elternurlaub verwendet.